# Сюръекция

Сюръективная функция

Сюръе́кция или сюръекти́вное отображе́ние (от фр. sur «на, над» + лат. jacio «бросаю») — отображение множества {\displaystyle X} на множество {\displaystyle Y} {\displaystyle (f\colon X\to Y)}, при котором каждый элемент множества {\displaystyle Y} является образом хотя бы одного элемента множества {\displaystyle X}, то есть {\displaystyle \forall y\in Y\;\exists x\in X:y=f(x)}; иными словами — функция, принимающая все возможные значения. Иногда говорят, что сюръективное отображение {\displaystyle f\colon X\to Y} отображает {\displaystyle X} на {\displaystyle Y} (инъективное отображение в общем случае отображает {\displaystyle X} в {\displaystyle Y}).
Отображение {\displaystyle f\colon X\to Y} сюръективно тогда и только тогда, когда образ множества {\displaystyle X} при отображении {\displaystyle f} совпадает с {\displaystyle Y}: {\displaystyle f(X)=Y}. Также сюръективность функции {\displaystyle f} эквивалентна существованию правого обратного отображения к {\displaystyle f}.
Строго говоря, понятие сюръекции {\displaystyle f\colon X\to Y} привязано к множеству {\displaystyle Y}: корректно говорить вместо обычно допускаемой вольности речи «сюръекция» точное «сюръекция на {\displaystyle Y}». Фактически понятно, что каждое отображение является сюръекцией на свой образ: если {\displaystyle Z=\{y:f(x)=y\}}, то {\displaystyle f\colon X\to Y} — сюръекция на {\displaystyle Z}, поскольку формально также {\displaystyle f\colon X\to Z} по определению отображения.
Понятие сюръекции (наряду с инъекцией и биекцией) введено в обиход в трудах Бурбаки и получило всеобщее распространение практически во всех разделах математики.

## Примеры
- {\displaystyle f\colon \mathbb {R} \to [-1;\;1],\;f(x)=\sin x} — сюръективно.
- {\displaystyle f\colon \mathbb {R} \to \mathbb {R} _{+},\;f(x)=x^{2}} — сюръективно.
- {\displaystyle f\colon \mathbb {R} \to \mathbb {R} ,\;f(x)=x^{2}} — не является сюръективным (например, не существует такого {\displaystyle x\in \mathbb {R} }, что {\displaystyle f(x)=-9}).

## Применение
- В топологии важное понятие расслоения определяется как произвольное непрерывное сюръективное отображение топологических пространств (расслоённого пространства в базу расслоения).
- Организация связи «многие к одному» между таблицами в сущностях реляционной модели данных может быть рассмотрена как сюръективная функция.

## Обобщения
- В теории категории понятие сюръекции обобщено в понятии эпиморфизма, притом в некоторых категориях эти понятия совпадают.